# NGC 1150
NGC 1150 je galaksija u zviježđu Eridan.

## Vanjske poveznice
- SEDS: NGC 1150